# Blanca Varela Gonzales
Blanca Leonor Varela Gonzales (Lima, 10 d'agost de 1926 - 12 de març de 2009), va ser una poeta peruana, considerada com una de les veus poètiques més importants del gènere a l'Amèrica Llatina.
El 1943 va entrar a la Universitat Nacional Major de San Marcos de Lima, per estudiar Lletres i Educació, i on va conèixer a Sebastián Salazar Bondy, Javier Sologuren, Jorge Eduardo Eielson i el pintor Fernando de Szyszlo, qui seria el seu espòs i amb qui va tenir dos fills.
A partir de 1947, va col·laborar en la revista Las Moradas que dirigia Westphalen. El 1949, va arribar a París, on Octavio Paz la va vincular amb el cercle d'intel·lectuals llatinoamericans i espanyols radicats a França. Després va viure a Florència i després a Washington DC, ciutats on es va dedicar a fer traduccions i eventuals treballs periodístics. El 1962, torna a Lima per establir-se definitivament i quan viatja sol fer-ho principalment als Estats Units, Espanya i França.
Ha estat condecorada amb la Medalla de Honor per l'Institut Nacional de Cultura del Perú. Va morir el 12 de març de 2009 a Lima, a l'edat de 82 anys.

## Obres
- Ese puerto existe. Próleg d'Octavio Paz. Xalapa, Veracruz (Mèxic), Universitat Veracruzana, 1959.
- Luz de día. Lima, Edicions de La Rama Florida, 1963.
- Valses y otras falsas confesiones. Lima. Instituto Nacional de Cultura, 1972.
- Canto villano. Lima, Edicions Arybalo, 1978.
- Canto villano (Poesía reunida, 1949-1983). Pròleg de Roberto Paoli. México, Fondo de Cultura Económica, 1986.
- Camino a Babel (Antología). Pròleg de Javier Sologuren. Lima, Municipalidad de Lima Metropolitana, 1986.
- Ejercicios materiales. Lima, Jaime Campodónico editor, 1993.
- El libro de barro. Madrid, Edicions del Tapìr, 1993.
- Poesía escogida 1949-1991. Pròleg de Jonio González. Barcelona, Icaria Editorial, 1993.
- Canto villano (Poesía reunida, 1949-1994). Pròlegs d'Octavio Paz, Roberto Paoli i Adolfo Castañón. Nueva edición, aumentada. México, Fondo de Cultura Económica, 1996.
- Como Dios en la nada (Antología 1949-1998). selecció i pròleg de José Méndez. Madrid, Visor Libros, 1999.
- Concierto animal. Valencia-Lima, Pre-Textos/PEISA, 1999.
- Donde todo termina abre las alas (Poesía reunida, 1949-2000).[2] Pròleg d'Adolfo Castañón i Epíleg d'Antonio Gamoneda. Barcelona, Galaxia Gutemberrg /Círculo de Lectores, 2001. Nota: inclou el seu darrer poemari, El falso teclado (2000), que no es va publicar com a llibre independient fins al 2016.[3]

## Premis
- Premi Octavio Paz de Poesia y Ensayo (2001).
- Premi Internacional de Poesia Federico García Lorca (2006)
- XVI edició Premi Reina Sofia de Poesia Iberoamericana (2007)[1]